# Покров Богородичен (Жукля)
„Покров Богородичен“ (на украински: Покровська церква) е православен храм под юрисдикцията на Православната църква на Украйна, разположена в село Жукля, Украйна.

## История
Покровската църква е построена в периода 1911 – 1913 г. със средства на Николай Комстадиус, по скици на великия княз Петър Николаевич и проект на архитекта Андрей Белогруд (негов помощник е Павел Княгиницки). Поръчаните от Комстадиус в Гърция икони за иконостаса не са доставени, тъй като корабът с църковното имущество потъва по време на Първата световна война.
През 1934 г. църквата е затворена. Няколко години след повторното си откриване, през 2009 г. тя става обект на спорове за собственост между Украинската православна църква на Московската патриаршия и Украинската православна църква на Киевската патриаршия и понастоящем е под юрисдикцията на Православната църква на Украйна.

## Галерия
- През 1913 – 1915 г.
- Порталът на църквата